# Marqt
Marqt was een Nederlandse supermarktketen gefocust op duurzame producten. Er waren 10 filialen.

## Geschiedenis

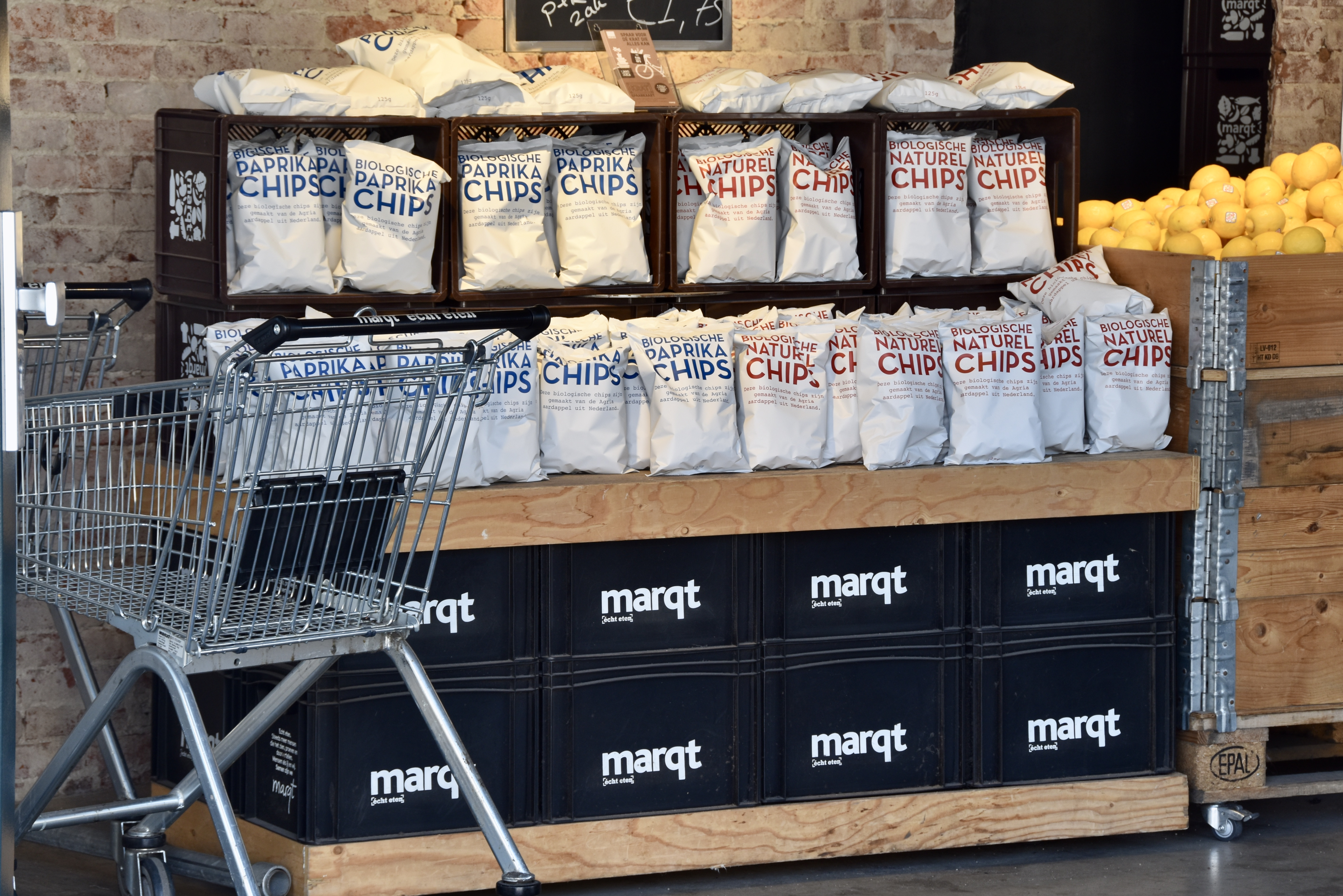
Biologische chips in de Marqt

Marqt werd in 2006 gestart door Quirijn Bolle en Meike Beeren. Het eerste filiaal van Marqt werd in 2008 geopend aan de Overtoom in Amsterdam-West. In december 2012 opende Marqt een winkel in Rotterdam, de eerste winkel buiten Amsterdam. Na de derde winkel in 2010 in Amsterdam, stokte de groei. In 2010 stapte de Belgische investeerder Verlinvest in Marqt. Hierdoor groeide de keten in 2013 naar dertien vestigingen. Bolle trad dat jaar terug als directievoorzitter en Beeren nam die taak over. Ondanks dat Marqt zwaar verlieslijdend bleef, groeide de keten in 2015 naar 15 filialen. Thijs Fleuren en Tjibbe Bouma namen de dagelijkse leiding over, maar het verlies bleef in de jaren daarna toenemen. Verlinvest verkocht haar belang en Triodos Bank en Social Impact Ventures (Social IV) werden in 2017 aandeelhouders van het bedrijf. Dat jaar verliet Beeren het bedrijf en werd Joost Leeflang directievoorzitter. Marqt groeide door naar 18 filialen, maar bleef financieel verlieslijdend en zette in 2019 een reorganisatie in. In oktober 2019 werd de keten, ondanks een rechtszaak aangespannen door oprichter Bolle, overgenomen door Udea Beheer en moest zij samengaan met concurrent EkoPlaza. De grote filialen werden gesloten en de overgebleven filialen werden omgebouwd tot kleinere eet- en drinkwinkels. Ook Jumbo Supermarkten heeft een aantal vestigingen overgenomen. Zo is onder andere het filiaal in Haarlem omgebouwd tot Jumbo City.
De keten had in april 2019 in totaal 18 vestigingen in Amsterdam, Den Haag, Haarlem, Heemstede en Rotterdam, in november 2021 waren nog 10 Marqt-filialen over, waarvan acht in Amsterdam, een in Den Haag en een in Heemstede. De keuken, waar verse maaltijden werden bereid en waar vandaan deze werden gedistribueerd over de filialen en de winkels van EkoPlaza, was gevestigd in Amsterdam. Het hoofdkantoor bevond zich bij Udea in Veghel.
In 2023 werden alle bestaande Marqt-filiaal omgebouwd tot Ekoplaza Foodmarqten.